# دنیس رانک
دنیس رانک (به فرانسوی: Denis Ranque) (زاده ۷ ژانویه ۱۹۵۲) کارآفرین و مدیر ارشد اجرایی فرانسوی است، که اکنون به‌عنوان رئیس هیئت مدیره گروه ایرباس، همچنین مدیر عامل اجرایی و رئیس هیئت مدیره شرکت تیلز فعالیت می‌نماید. وی از اعضای هیئت مدیره شرکت‌های سن-گوبن و تکنی‌کالر نیز می‌باشد.